# Comté de Jerilderie
Le comté de Jerilderie (en anglais : Jerilderie Shire) est une ancienne zone d'administration locale située dans l'État de Nouvelle-Galles du Sud en Australie.
Il comprenait la seule ville de Jerilderie, établie dans la Riverina.
Il est créé en 1918 par la fusion de la municipalité de Jerilderie (fondée en 1889) et du comté de Wunnamurra (créé en 1906). Le 12 mai 2016, il est supprimé et fusionne avec le comté de Murrumbidgee pour former la nouvelle zone d'administration locale du conseil de Murrumbidgee.

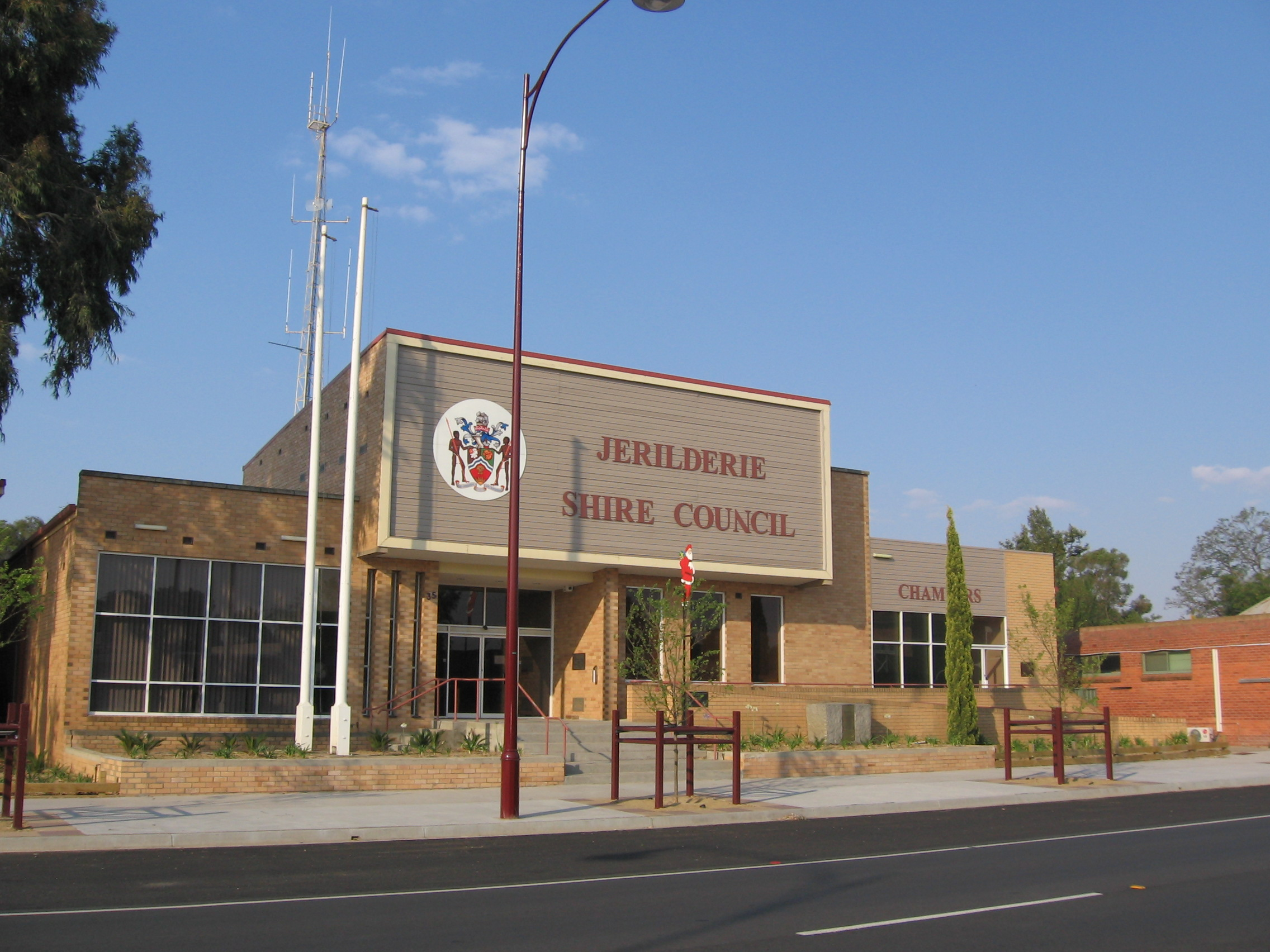
L'ancien siège du conseil du comté de Jerilderie.